# مدرسه تربیت نسوان
مدرسه پسرانه تربیت ( نام رسمی: مدرسه مقدسه تربیت) در تاریخ ۱۳۲۶ هجری قمری (مقارن با ۱۹۰۸ میلادی) اواسط دوره قاجاریه و در اثنای انقلاب مشروطه توسط آقا ملا علیرضا تربیت در محله تاریخی درب شیخ شیراز تأسیس شد. مدرسه تربیت اولین مدرسه رسما ثبت شده به سبک جدید در شیراز و جنوب ایران بود که در آن علاوه بر علوم قدیم (نظیر قرآن ،ادبیات فارسی و ریاضیات)، علوم جدید نیز نظیر علم الاحیاء (علوم طبیعی)، جغرافیا و زبان‌های انگلیسی و فرانسه تدریس می شد. وی برای تدریس زبان انگلیسی، معلم هندی از هندوستان به شیراز دعوت کرد. شهرت و اعتبار این مدرسه چنان بود که حتی قوام الملک والی ایالت فارس فرزندان خود را برای تحصیل به این مدرسه می فرستاد.
به سال ۱۳۳۸هجری قمری (مقارن با ۱۹۱۹ میلادی)،  همچنین مدرسه تربیت نسوان یا مدرسه تربیت بنات به عنوان اولین مدرسه دخترانه‌ جدید در شیراز و جنوب ایران توسط آقا ملا علیرضا تربیت به‌طور جداگانه از مدرسه پسرانه تأسیس شد. در واقع پیش از تأسیس مدرسه دخترانه، همسر وی دختران را آموزش می‌داد تا اینکه سرانجام اولین مدرسه دخترانه رسما تأسیس گردید. .
مدرسه مقدسه تربیت در دوره پهلوی اول و پس از بیش از ۳۰ سال کار به علت فوت آقا ملا علیرضا تربیت، تعطیل شد.

## تصاویر تاریخی

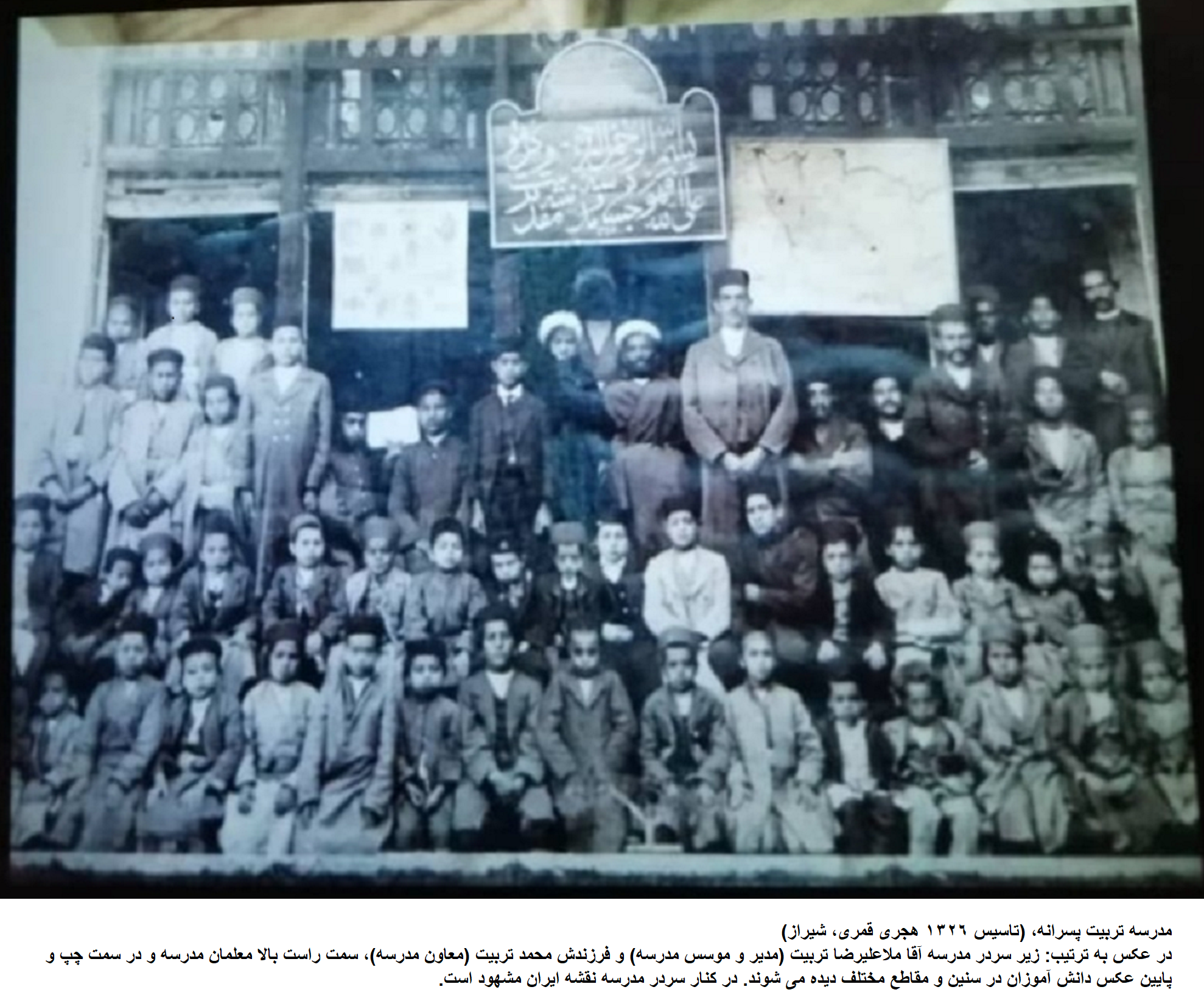
مدرسه تربیت پسرانه، (تاسیس ١٣٢٦ هجری قمری، شیراز). در عکس به ترتیب: زیر سردر مدرسه آقا ملاعلیرضا تربیت (مدیر و موسس مدرسه) و فرزندش محمد تربیت (معاون مدرسه)، سمت راست بالا معلمان مدرسه و در سمت چپ و پایین عکس دانش آموزان در سنین و مقاطع مختلف دیده می شوند. در کنار سردر مدرسه نقشه ایران مشهود است.
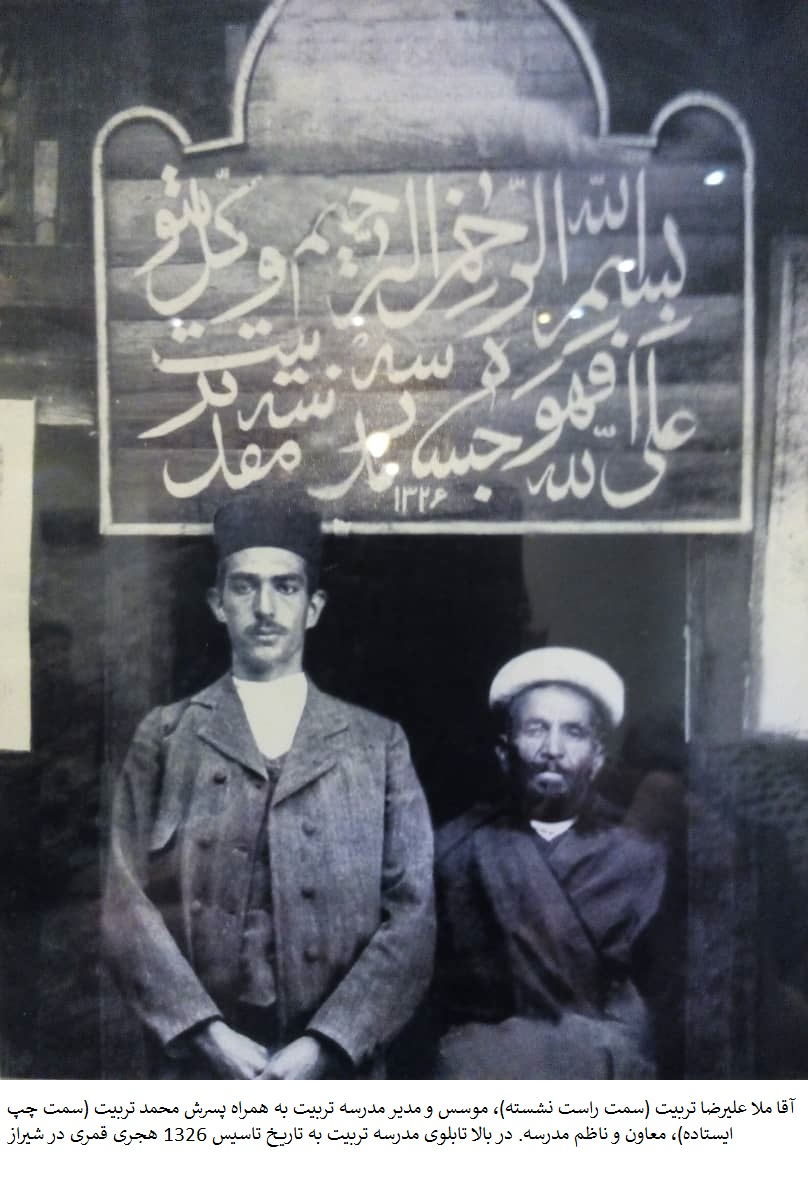
آقا ملا علیرضا تربیت (سمت راست نشسته)، مدیر و موسس مدرسه تربیت به همراه پسرش محمد تربیت (سمت چپ ایستاده)، معاون و ناظم مدرسه. در بالا تابلوی مدرسه تربیت به تاریخ تاسیس ١٣٢٦ هجری قمری در شیراز مشخص است.